# Luigi De Maio
Luigi De Maio (Napoli, 15 agosto 1948) è un neurologo, psichiatra e psicologo italiano, autore di libri, consulente RAI ed ospite frequente di varie trasmissioni televisive.

## Biografia
Laureato alla Facoltà di Medicina e Chirurgia di Napoli (I Policlinico), giovane assistente di Vito Longo, si specializza in Neurologia, prosegue la sua formazione in Psichiatria, Neurofarmacologia e Medicina Psicosomatica. Perfeziona la propria formazione in Analisi Transazionale, Programmazione neurolinguistica, Training autogeno, Ipnosi Medica e Psicografologia. Dopo 20 anni in strutture Universitarie e ospedaliere, sceglie di praticare la libera professione.
Ha condotto seminari di studio in P.N.L. (Programmazione Neuro Linguistica) e in A.T. (Analisi Transazionale). Fondatore del Centro Studi di Neuro-Psico-Fisiologia denominato "Albert Schweitzer", mette a punto metodiche diagnostiche testuologiche e terapeutiche innovative. Consulente neurologo e psicoterapeuta della Società Sportiva Calcio Napoli dal 1979 al 1991, offre consulenza anche alla Siemens, la Monsanto, la Oracle, la Gmm, la Jas, l'A.E.I., la Policonsult, la STS e la Talenta.
Esercita come professionista e insegna Psicoterapia ed Analisi Transazionale, collabora, in qualità di consulente e formatore, con l'A.I.S.C. (Associazione Italiana Sessuologia Clinica) di Roma ed è presidente dell'Associazione “I bambini di Manina del Madagascar”.
Dal 1998 al 2003 è stato autore e conduttore della trasmissione radiofonica "FantasticaMente" di Rai Radio 2.
Collabora con le maggiori testate giornalistiche ed emittenti nazionali in qualità di ospite e consulente.

## Pubblicazioni
- (con Cinzia Tani), “Come vivere Fantasticamente con 100 paure” Rai Eri, 1999
- (con Cinzia Tani), “Amori al Bivio” Sperling e Kupfer, 2004
- (con Cinzia Tani), “I segreti delle donne” Sperling e Kupfer, 2006
- "Sé-pararsi" Liguori editore, 2008
- "Tradire" Alessio Roberti editore, 2014

## Articoli su periodici
- Autore della rubrica “Sogni” sul settimanale “Soprattutto” dal 1999 al 2002
- Curatore della rubrica "Posta dei lettori" del periodico “Gioia” nel 2001
- Pubblicazioni varie su “Il Tempo”, “La Repubblica”, “Il Mattino”, “Il Corriere dello sport”, “Minerva”, “Insieme”, “Cosmopolitan”